# Leichtathletik-Europameisterschaften 1938/Weitsprung der Frauen

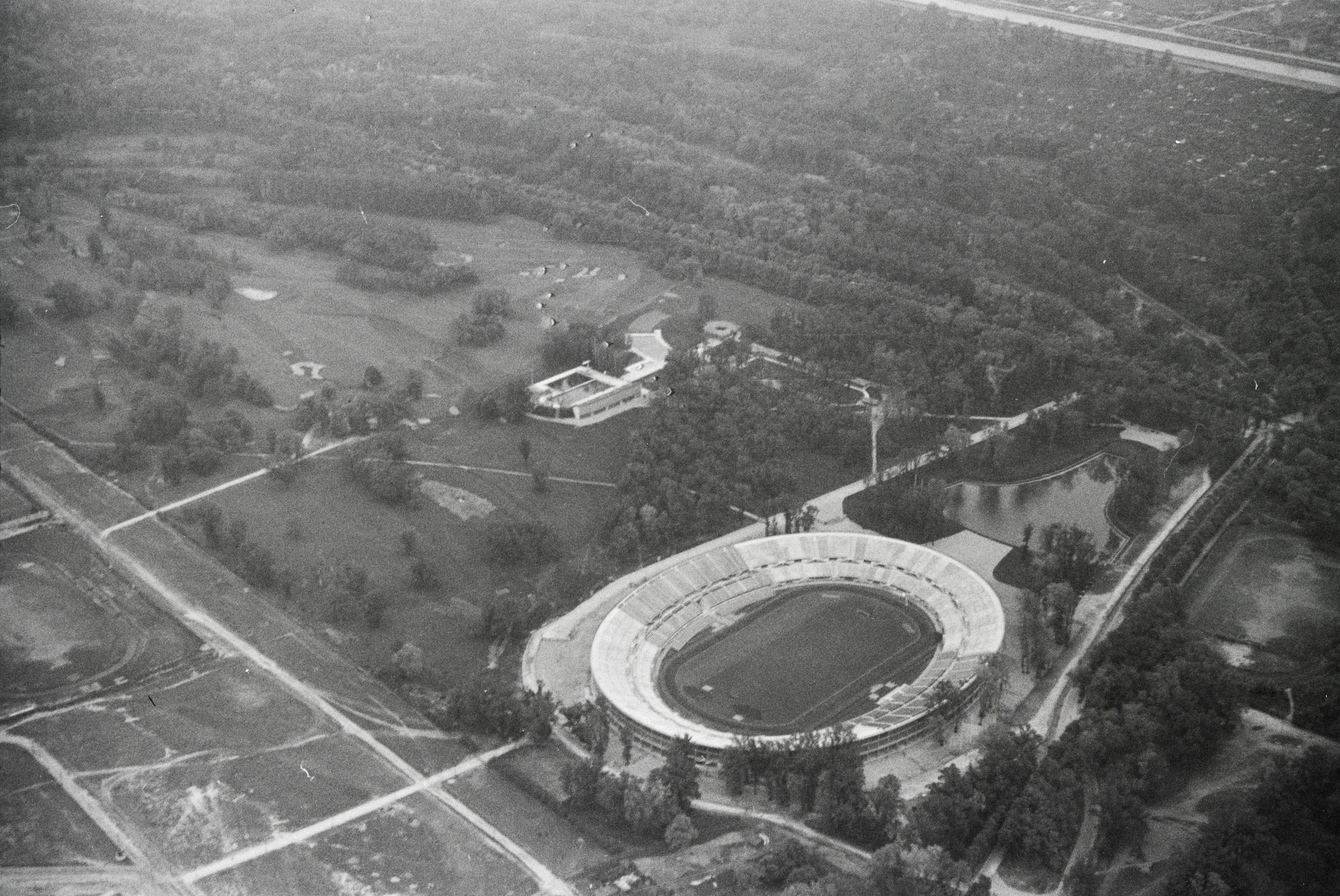
Praterstadion auf einer Luftaufnahme 1932

Der Weitsprung der Frauen bei den Leichtathletik-Europameisterschaften 1938 wurde am 17. September 1938 im Wiener Praterstadion ausgetragen.
Mit Gold und Bronze gab es in dieser Disziplin zwei Medaillen für das Deutsche Reich. Europameisterin wurde Irmgard Praetz. Sie gewann vor der Polin Stanisława Walasiewicz. Den dritten Rang belegte Gisela Voß.

## Rekorde

### Bestehende Rekorde
| Weltrekord           | 5,98 m                                              | Hitomi Kinue                                        | Ōsaka, Japan                                        | 20. Mai 1928                                        |
| Europarekord         | 5,91 m                                              | Selma Grieme                                        | Hannover, Deutsches Reich                           | 23. August 1931                                     |
| Meisterschaftsrekord | Einen Europameisterschaftsrekord gab es noch nicht. | Einen Europameisterschaftsrekord gab es noch nicht. | Einen Europameisterschaftsrekord gab es noch nicht. | Einen Europameisterschaftsrekord gab es noch nicht. |

### Erster Europameisterschaftsrekord
Die deutsche. Europameisterin Irmgard Praetz stellte im Wettbewerb am 17. September mit 5,88 m den bis 1954 gültigen Meisterschaftsrekord auf. Damit blieb sie nur drei Zentimeter unter dem Europa- und zehn Zentimeter unter dem Weltrekord.

## Durchführung
In den Quellenangaben (europäischer Leichtathletikverband EAA sowie bei todor66) mit dem Weitsprung-Resultat findet sich nur jeweils eine Ergebnisliste mit dem Finalresultat für alle Teilnehmerinnen. Demnach sind alle fünfzehn Weitspringerinnen gemeinsam in einer Gruppe zum Finale angetreten. Auf dem Wikipedia-Porträt zu Irmgard Praetz, die diese Weitsprung-Konkurrenz gewann, finden sich allerdings Angaben zu ihren Versuchen im Einzelnen. So gab es für die Finalistinnen dieses Wettbewerbs wohl sechs Durchgänge. Wie viele Athletinnen dieses Finale erreichten, wird dabei nicht deutlich.
Bei damaligen Olympischen Spielen war wie heute ein Vorkampf mit drei Runden sowie ein Finale mit drei weiteren Durchgängen mit allerdings nur sechs Teilnehmerinnen üblich.

## Finale
17. September 1938

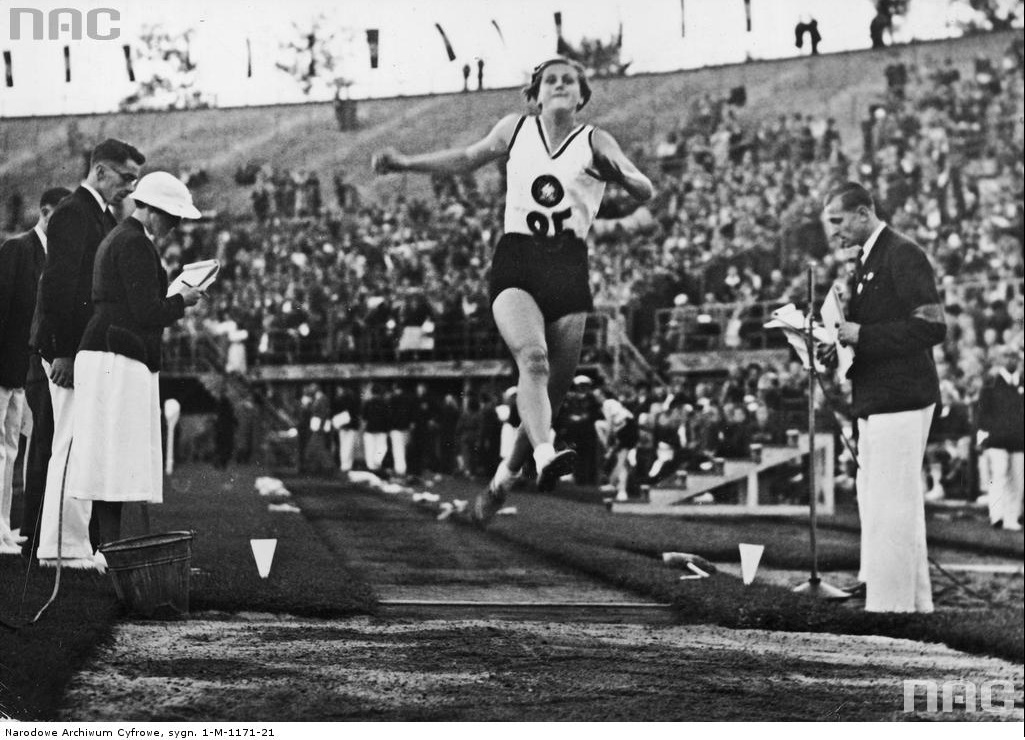
Europameisterin Irmgard Praetz blieb mit ihrem Siegsprung nur zehn Zentimeter unter dem Weltrekord

Anmerkung zu den sechs Versuchen der Europameisterin:

Auf der Wikipedia-Seite zu Irmgard Praetz sind folgende Einzel-Resultate vermerkt (Weitenangabe in Metern):
ungültig - 5,72 - 5,73 - 5,76 - 5,88 - 5,79
| Platz | Name                   | Nation             | Weite (m) |
| ----- | ---------------------- | ------------------ | --------- |
| 1     | Irmgard Praetz         | Deutsches Reich    | 5,88 CR   |
| 2     | Stanisława Walasiewicz | Polen              | 5,81      |
| 3     | Gisela Voß             | Deutsches Reich    | 5,47      |
| 4     | Ethel Raby             | Großbritannien     | 5,44      |
| 5     | Veronika Kohlbach      | Deutsches Reich    | 5,41      |
| 6     | Vedder Schenck         | Großbritannien     | 5,34      |
| 7     | Inge Schmidt-Nielsen   | Dänemark           | 5,27      |
| 8     | Henryka Słomczewska    | Polen              | 5,15      |
| 9     | Ita Penzo              | Königreich Italien | 5,08      |
| 10    | Martha Wretman         | Schweden           | 5,02      |
| 11    | Dorothy Cosnett        | Großbritannien     | 4,97      |
| 12    | Ingrid Hansson         | Schweden           | 4,90      |
| 13    | Anna Van Rossum        | Niederlande        | 4,75      |
| 14    | Jeanne Pousset         | Belgien            | 4,51      |
| 15    | Ilse Uus               | Lettland           | 4,25      |

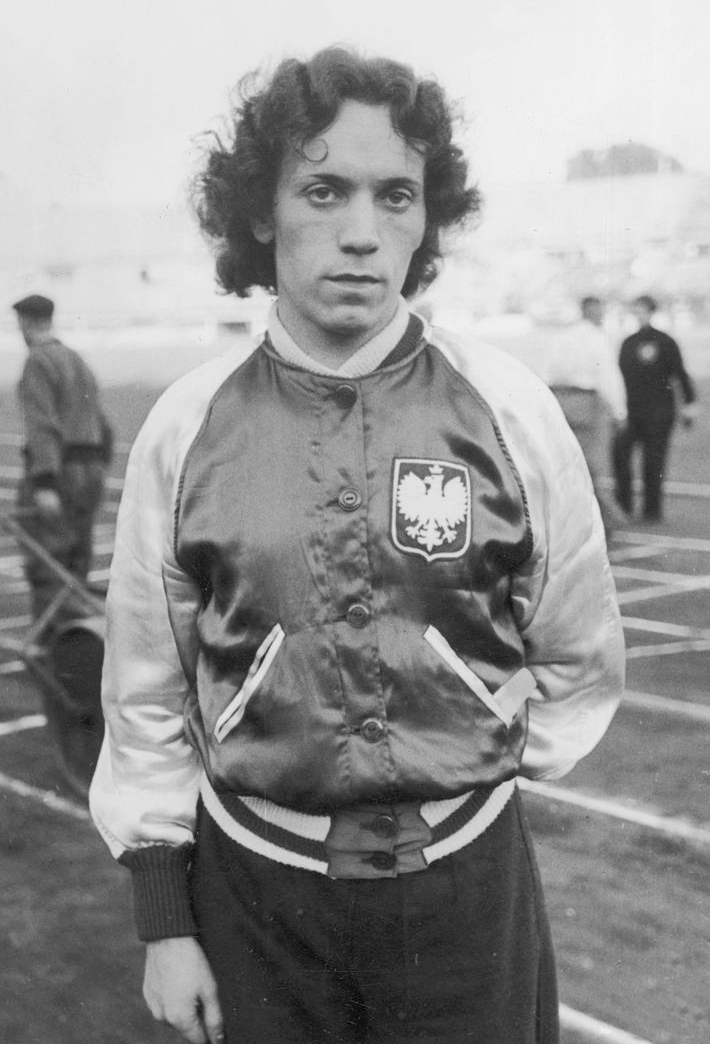
Stanisława Walasiewicz – nicht nur als Sprinterin hier mit zweimal Gold und einmal Silber, sondern auch als Vizeeuropameisterin im Weitsprung erfolgreich
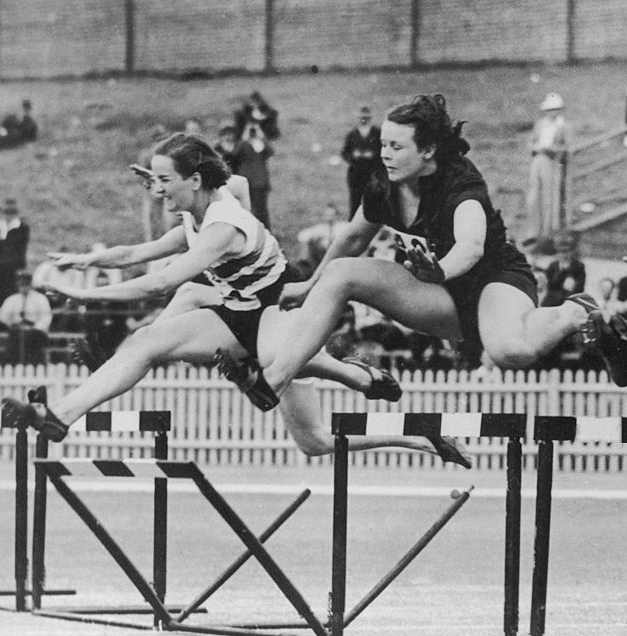
Ethel Raby – auf dem Foto links neben der Südafrikanerin Barbara Burke – über 80 m Hürden im Vorlauf ausgeschieden, im Weitsprung auf Rang vier
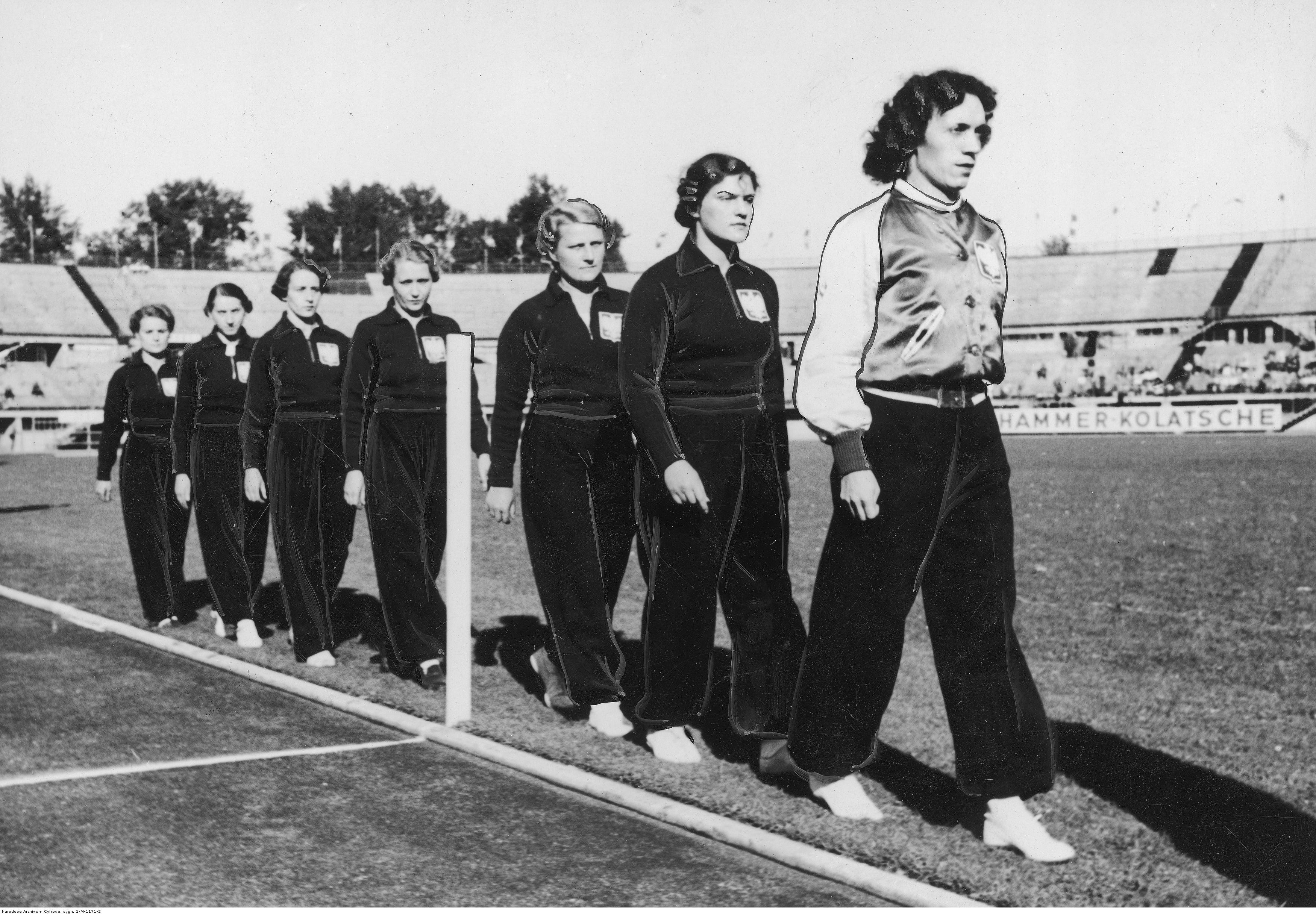
Das Team aus Polen mit Stanisława Walasiewicz (ganz rechts) und der im Weitsprung achtplatzierten Henryka Słomczewska (Dritte von links)